# Plymtree
Plymtree är en by och en civil parish i East Devon i Devon i England. Orten har 624 invånare (2011). Byn nämndes i Domedagsboken (Domesday Book) år 1086, och kallades då Plumtrei.